# Youssoufia Rabat
Youssoufia Club de Rabat (arab. نادي اليوسفية الرباطية) – marokański klub piłkarski z siedzibą w Rabacie. W sezonie 2020/2021 gra w GNFA 2.

## Opis
Klub zagrał w dwóch sezonach GNF 1. W sezonie 1971/1972 występował jako beniaminek i z 54 punktami zajął 14. miejsce i utrzymał miejsce w marokańskiej ekstraklasie. W kolejnym sezonie zespół zajął ostatnie, 16., miejsce i spadł do GNF 2.